# Fusell TERA Tipus 2
El Fusell TERA Tipus 2 (挺進落下傘小銃／挺身落下傘小銃 "Teishin Rakkasan Shyoujyu", de japonès: Fusell avançat de paracaigudistes / fusell de voluntaris paracaigudistes) va ser un fusell dissenyat i produït a l'Imperi Japonès. Va ser utilitzat en la Segona Guerra Mundial i disparava una munició de 7,7×58mm Arisaka.

## Història
Durant algunes de les operacions amb tropes aerotransportades japoneses que es van fer a principis de la Segona Guerra Mundial, l'Exèrcit Imperial Japonès utilitzava les mateixes armes que amb la infanteria. El problema era que aquest equip era massa voluminós per als paracaigudistes i acostumaven a portar-ho en una bossa a part, la qual moltes vegades es perdia en el salt, deixant els paracaigudistes desarmats.
Per això, l'Exèrcit Imperial Japonès, va decidir crear un nou tipus d'armes, a les que va anomenar TERA. Es creu que l'Exèrcit va començar a investigar en aquestes armes després dels salts sobre les Índies Orientals Neerlandeses, on molts soldats van perdre el seu equipament en el salt.
Aquest fusell seria principalment utilitzat pel Teishin (Forces Especials de l'Exèrcit) i pel Rikusentai (Forces de Paracaigudistes de la Marina).

## Disseny
Els fusells i subfusells TERA tenien una característica en comú, que per a reduir la seva mida al màxim, es podien doblegar i separar per alguna part de l'arma. En el cas del fusell TERA Tipus 2, el fusell es podia doblegar i separa en dues parts: la culata i el sistema de forrellat i de foc, i el canó amb les mires.
El fusell TERA Tipus 2 era la conversió del fusell Tipus 99 per aconseguir les demandes de les tropes paracaigudistes. Disparava la mateixa munició de 7,7×58mm Arisaka, i tenia, majoritàriament, les mateixes característiques que un Tipus 99 normal.
Les primeres versions dels fusells de paracaigudistes japonesos comptaven amb un sistema de rosca, en el que el canó es cargolava al conjunt del sistema de foc i recepció. En els següents models d'aquest tipus de fusells plegables de paracaigudistes, els japonesos van escollir usar un mètode diferent per a enganxar el canó al fusell, que consistia en una mosca i una cunya per a unir la part davantera del fusell amb el receptor.
Aquesta va ser la variant de les armes TERA més produïda i fiable.

## Variants
El fusell TERA Tipus 100, que seguia la mateixa idea que el fusell TERA Tipus 1, era una còpia de la versió dels paracaigudistes alemanys del Karabiner 98k. Aquest sistema consistia en doblegar la culata. No va ser mai adoptat, al igual que el TERA Tipus 1 per falta de fiabilitat.
Estava basat en el fusell Tipus 99, és a dir que disparava la mateixa munició que el TERA Tipus 2, a una cadència de foc idèntica. L'única diferència era que a vegades es trencava la culata, encara que era lleugerament més precís que el Tipus 2.

## En la cultura popular
Aquest fusell es pot veure en acció en la pel·lícula Harry el Brut (pel·lícula de Clint Eastwood), on un assassí, anomenat Escorpió, utilitza un fusell TERA Tipus 2, com a fusell de tirador selecte.